# Seznam medailistů na halovém mistrovství Evropy – koule
Vrh koulí je do programu halového mistrovství Evropy zařazen od prvních ročníků šampionátu. Vývoj výkonnosti nejlepších mužů i žen kulminoval na přelomu 70. a 80. let 20. století.

## Muži
| Rok      | Místo         | Zlato               | Výkon vítěze   | Stříbro                  | Bronz                |
| -------- | ------------- | ------------------- | -------------- | ------------------------ | -------------------- |
| HME 1970 | Vídeň         | Hartmut Briesenick  | 20,22 m        | Heinz-Joachim Rothenburg | Pierre Colnard       |
| HME 1971 | Sofie         | Hartmut Briesenick  | 20,19 m        | Valerij Vojkin           | Ricky Bruch          |
| HME 1972 | Grenoble      | Hartmut Briesenick  | 20,67 m        | Władysław Komar          | Jaroslav Brabec      |
| HME 1973 | Rotterdam     | Jaroslav Brabec     | 20,29 m        | Gerd Lochmann            | Jaromír Vlk          |
| HME 1974 | Göteborg      | Geoffrey Capes      | 20,95 m        | Heinz-Joachim Rothenburg | Jaroslav Brabec      |
| HME 1975 | Katovice      | Vălčo Stoev         | 20,29 m        | Geoffrey Capes           | Valerij Vojkin       |
| HME 1976 | Mnichov       | Geoffrey Capes      | 20,64 m        | Gerd Lochmann            | Aleksandr Baryšnikov |
| HME 1977 | San Sebastián | Hreinn Halldórsson  | 20,59 m        | Geoffrey Capes           | Władysław Komar      |
| HME 1978 | Milán         | Reijo Ståhlberg     | 20,48 m        | Władysław Komar          | Geoffrey Capes       |
| HME 1979 | Vídeň         | Reijo Ståhlberg     | 20,47 m        | Geoffrey Capes           | Vladimír Kisielov    |
| HME 1980 | Sindelfingen  | Zlatan Saračević    | 20,43 m        | Jaromír Vlk              | Ivan Ivančić         |
| HME 1981 | Grenoble      | Reijo Ståhlberg     | 19,88 m        | Luc Viudes               | Zlatan Saračević     |
| HME 1982 | Milán         | Vladimir Milić      | 20,45 m        | Remigius Machura         | Jovan Lazarević      |
| HME 1983 | Budapešť      | Jānis Bojārs        | 20,56 m        | Aleksandr Baryšnikov     | Ivan Ivančić         |
| HME 1984 | Göteborg      | Jānis Bojārs        | 20,84 m        | Werner Günthör           | Alessandro Andrei    |
| HME 1985 | Pireus        | Remigius Machura    | 21,74 m        | Ulf Timmermann           | Werner Günthör       |
| HME 1986 | Madrid        | Werner Günthör      | 21,51 m        | Sergej Smirnov           | Marco Montelatici    |
| HME 1987 | Liévin        | Ulf Timmermann      | 22,19 m - RHME | Werner Günthör           | Sergej Smirnov       |
| HME 1988 | Budapešť      | Remigius Machura    | 21,42 m        | Karsten Stolz            | Georgi Todorov       |
| HME 1989 | Haag          | Ulf Timmermann      | 21,68 m        | Karsten Stolz            | Georg Andersen       |
| HME 1990 | Glasgow       | Klaus Bodenmüller   | 21,03 m        | Ulf Timmermann           | Oliver-Sven Buder    |
| HME 1992 | Janov         | Oleksandr Bahač     | 20,75 m        | Oleksandr Klymenko       | Klaus Bodenmüller    |
| HME 1994 | Paříž         | Oleksandr Bahač     | 20,66 m        | Dragan Perić             | Petur Gudmundsson    |
| HME 1996 | Stockholm     | Paolo Dal Soglio    | 20,50 m        | Dirk Urban               | Oliver-Sven Buder    |
| HME 1998 | Valencie      | Oliver-Sven Buder   | 21,47 m        | Mika Halvari             | Arsi Harju           |
| HME 2000 | Gent          | Timo Aaltonen       | 20,62 m        | Manuel Martínez          | Miroslav Menc        |
| HME 2002 | Vídeň         | Manuel Martínez     | 21,26 m        | Joachim Olsen            | Pavel Čumačenko      |
| HME 2005 | Madrid        | Joachim Olsen       | 21,19 m        | Rutger Smith             | Manuel Martínez      |
| HME 2007 | Birmingham    | Mikuláš Konopka     | 21,57 m        | Pavel Ližin              | Joachim Olsen        |
| HME 2009 | Turín         | Tomasz Majewski     | 21,02 m        | Yves Niaré               | Ralf Bartels         |
| HME 2011 | Paříž         | Ralf Bartels        | 21,16 m        | David Storl              | Maxim Sidorov        |
| HME 2013 | Göteborg      | Asmir Kolašinac     | 20,62 m        | Hamza Alić               | Ladislav Prášil      |
| HME 2015 | Praha         | David Storl         | 21,23 m        | Asmir Kolašinac          | Ladislav Prášil      |
| HME 2017 | Bělehrad      | Konrad Bukowiecki   | 21,97 m        | Tomáš Staněk             | David Storl          |
| HME 2019 | Glasgow       | Michał Haratyk      | 21,65 m        | David Storl              | Tomáš Staněk         |
| HME 2021 | Toruň         | Tomáš Staněk        | 21,62 m        | Michał Haratyk           | Filip Mihaljević     |
| HME 2023 | Istanbul      | Zane Weir           | 22,06 m        | Tomáš Staněk             | Roman Kokoško        |
| HME 2025 | Apeldoorn     | Andrei Rares Toader | 21,27 m        | Wictor Petersson         | Tomáš Staněk         |

## Ženy
| Rok      | Místo         | Zlato                  | Výkon vítěze   | Stříbro                | Bronz                  |
| -------- | ------------- | ---------------------- | -------------- | ---------------------- | ---------------------- |
| HME 1970 | Vídeň         | Naděžda Čižovová       | 18,60 m        | Hannelore Friedelová   | Marita Langeová        |
| HME 1971 | Sofie         | Naděžda Čižovová       | 19,70 m        | Margitta Gummelová     | Antonina Ivanovová     |
| HME 1972 | Grenoble      | Naděžda Čižovová       | 19,41 m        | Antonina Ivanovová     | Marianne Adamová       |
| HME 1973 | Rotterdam     | Helena Fibingerová     | 19,08 m        | Ludwika Chewińska      | Antonina Ivanovová     |
| HME 1974 | Göteborg      | Helena Fibingerová     | 20,75 m        | Naděžda Čižovová       | Marianne Adamová       |
| HME 1975 | Katovice      | Marianne Adamová       | 20,05 m        | Helena Fibingerová     | Ivanka Christovová     |
| HME 1976 | Mnichov       | Ivanka Christovová     | 20,45 m        | Světlana Kračevská     | Ilona Briesenicková    |
| HME 1977 | San Sebastián | Helena Fibingerová     | 21,46 m - RHME | Ilona Briesenicková    | Eva Wilmsová           |
| HME 1978 | Milán         | Helena Fibingerová     | 20,67 m        | Margitta Droeseová     | Eva Wilmsová           |
| HME 1979 | Vídeň         | Ilona Slupianeková     | 21,01 m        | Marianne Adamová       | Judith Oakesová        |
| HME 1980 | Sindelfingen  | Helena Fibingerová     | 19,92 m        | Eva Wilmsová           | Beatrix Philippová     |
| HME 1981 | Grenoble      | Ilona Slupianeková     | 20,77 m        | Helena Fibingerová     | Helma Knorrscheidtová  |
| HME 1982 | Milán         | Viržinia Veselinovová  | 20,19 m        | Helena Fibingerová     | Natalja Lisovská       |
| HME 1983 | Budapešť      | Helena Fibingerová     | 20,61 m        | Helma Knorscheidt      | Zdeňka Šilhavá         |
| HME 1984 | Göteborg      | Helena Fibingerová     | 20,34 m        | Claudia Loschová       | Heidi Kriegerová       |
| HME 1985 | Pireus        | Helena Fibingerová     | 20,84 m        | Claudia Loschová       | Heike Hartwigová       |
| HME 1986 | Madrid        | Claudia Loschová       | 20,48 m        | Heidi Kriegerová       | Mihaela Loghinová      |
| HME 1987 | Liévin        | Natalja Achrimenková   | 20,84 m        | Heidi Kriegerová       | Heike Hartwigová       |
| HME 1988 | Budapešť      | Claudia Loschová       | 20,39 m        | Larisa Pelešenková     | Kathrin Neimkeová      |
| HME 1989 | Haag          | Stephanie Storpová     | 20,30 m        | Heike Hartwigová       | Iris Plotzitzka        |
| HME 1990 | Glasgow       | Claudia Loschová       | 20,64 m        | Natalja Lisovská       | Grit Hammerová         |
| HME 1992 | Janov         | Natalja Lisovská       | 20,70 m        | Světla Mitkovová       | Astrid Kumbernussová   |
| HME 1994 | Paříž         | Astrid Kumbernussová   | 19,44 m        | Larisa Pelešenková     | Světla Mitkovová       |
| HME 1996 | Stockholm     | Astrid Kumbernussová   | 19,79 m        | Irina Chudoroškinová   | Valentina Fediušinová  |
| HME 1998 | Valencie      | Irina Koržaněnková     | 20,25 m        | Vita Pavlyšová         | Corrie de Bruin        |
| HME 2000 | Gent          | Larisa Pelešenková     | 20,15 m        | Nadine Kleinertová     | Astrid Kumbernussová   |
| HME 2002 | Vídeň         | Vita Pavlyšová         | 19,76 m        | Assunta Legnanteová    | Lieja Koemanová        |
| HME 2005 | Madrid        | Nadzeja Astapčuková    | 19,37 m        | Krystyna Zabawska      | Olga Rjabinkinová      |
| HME 2007 | Birmingham    | Assunta Legnanteová    | 18,92 m        | Irina Chudoroškinová   | Olga Rjabinkinová      |
| HME 2009 | Turín         | Petra Lammertová       | 19,66 m        | Denise Hinrichsová     | Anca Heltne            |
| HME 2011 | Paříž         | Anna Avdějevová        | 18,70 m        | Christina Schwanitzová | Josephine Terleckiová  |
| HME 2013 | Göteborg      | Christina Schwanitzová | 19,25 m        | Alena Kopecová         | Chiara Rosaová         |
| HME 2015 | Praha         | Anita Mártonová        | 19,23 m        | Julija Lencjuková      | Radoslava Mavrodieva   |
| HME 2017 | Bělehrad      | Anita Mártonová        | 19,28 m        | Radoslava Mavrodieva   | Julija Lencjuková      |
| HME 2019 | Glasgow       | Radoslava Mavrodieva   | 19,12 m        | Christina Schwanitzová | Anita Mártonová        |
| HME 2021 | Toruň         | Auriol Dongmová        | 19,34 m        | Fanny Roosová          | Christina Schwanitzová |
| HME 2023 | Istanbul      | Auriol Dongmová        | 19,76 m        | Sara Gambettaová       | Fanny Roosová          |
| HME 2025 | Apeldoorn     | Jessica Schilderová    | 20,69 m        | Yemisi Ogunleyeová     | Auriol Dongmová        |